# Stephanie Cox (Fußballspielerin)
Stephanie Renee Cox (* 3. April 1986 als Stephanie Renee Lopez, in San José, Kalifornien) ist eine US-amerikanische ehemalige Fußballspielerin und -trainerin. Sie spielte von 2008 bis 2014 in der US-amerikanischen Nationalmannschaft.

## Leben und Karriere
Stephanie Lopez begann mit dem Fußballspielen an der Elk Grove High School und spielte für Elk Grove United zusammen mit Megan Rapinoe. Sowohl dort als auch an der University of Portland erhielt sie mehrere Auszeichnungen, konnte aber oft nicht mitspielen, weil sie mit verschiedenen US-Jugendmannschaften unterwegs war. Beim Start der WPS 2009 spielte sie für Los Angeles Sol, mit denen sie die Playoff-Finals gegen Sky Blue FC erreichte. Nach der Auflösung des Vereins wegen finanzieller Probleme, wechselte sie 2010 zu den Boston Breakers.
Lopez durchlief mehrere US-Jugendmannschaften und gehörte mit 18 Jahren zur Mannschaft, die bei der CONCACAF U-20-Meisterschaft der Frauen 2004 in Kanada Vizemeister wurde. Bei der U-19-Weltmeisterschaft in Thailand wurde sie 2004 Dritte, in allen sechs Spielen eingesetzt und gab im Viertelfinale gegen Australien beim 2:0 zu beiden Toren die Vorlagen. 2005 gewann sie mit der U-21 den Nordic Cup. Sie war Kapitän der Mannschaft, die bei der U-20-Weltmeisterschaft in Russland Vierter wurde, wobei sie in den verlorenen Elfmeterschießen im Halbfinale und kleinen Finale, ins Tor traf.
Lopez wurde 2005 erstmals zum Training der A-Nationalmannschaft eingeladen und machte ihr erstes A-Länderspiel mit 18 Jahren, kurz vor ihrem 19. Geburtstag als sie am 13. März 2005 beim 4:0 gegen Dänemark im Rahmen des Algarve-Cups, den die USA gewannen, eingewechselt wurde. Es blieb ihr einziges Spiel bis zum Algarve-Cup im folgenden Jahr, bei dem sie zu zwei weiteren Spielen kam. Nachdem Heather Mitts einen Kreuzbandriss erlitten hatte, wurde sie als jüngste Spielerin und einzige College-Spielerin für die Weltmeisterschaft 2007 nominiert, bei der sie in allen Spielen zum Einsatz kam und nur im Halbfinale gegen Brasilien zur zweiten Halbzeit ausgewechselt wurde.
Für die Olympischen Spiele in Peking wurde sie als Ersatz für die verletzte Cat Whitehill nominiert, wo sie in vier Spielen eingewechselt wurde und einmal von Beginn an spielte. Im Gruppenspiel gegen Japan gab sie die Vorlage zum 1:0-Siegtreffer durch Carli Lloyd. Sie hatte somit ihren Anteil am Gewinn der Goldmedaille – im Finale wurde sie erst in der 120. Minute eingewechselt.
2009 reichte es nur zu einem Einsatz gegen Kanada, während sie 2010 wieder häufiger eingesetzt wurde, u. a. beim Algarve-Cup und in einem Spiel beim CONCACAF Women’s Gold Cup 2010.
2011 scheint sie sich endgültig in der Nationalmannschaft etabliert zu haben: Sie wurde in neun von zehn Spielen eingesetzt, u. a. bei den Siegen im Vier-Nationen-Turnier und Algarve-Cup und gehört zum Kader der USA für die Weltmeisterschaft 2011 in Deutschland. Sie kam in zwei Vorrundenspielen zum Einsatz und erreichte mit ihrer Mannschaft das Viertelfinale.
Nach der Saison 2015 erklärte sie ihren Rücktritt. In der Folge arbeitete sie als Assistenztrainerin. Zu Beginn der Saison 2019 wurde sie wieder aktiv, zunächst als Ersatzspielerin. Nach vier Spielen im Juni, als andere Spielerinnen an der WM 2019 teilnahmen, wurde ihr Vertrag verlängert.
Im Dezember 2021 erklärte sie ihr Karriereende als Spielerin.

## Privates
Ihr Dezember 2007 heiratete sie Brian Cox, einen ehemaligen Baseballspieler der University of Portland. Am 7. April 2013 bekam sie eine Tochter.

## Erfolge
- Nordic Cup Sieger 2005
- Algarve-Cup-Siegerin 2005, 2007, 2008, 2010, 2011
- Olympiasieger 2008
- WPS Playoff-Finalist 2009

## Auszeichnungen
- Verschiedene  (siehe Weblinks)